# Keep It Turned On
A Keep It Turned On Rick Astley ötödik albuma, mely 2001. december 3-án jelent meg Németországban. Az album a német album listán az 56. helyen végzett. 1993 óta ez volt az első kiadott albuma. Az album az Egyesült Királyságban nem jelent meg, így a róla kimásolt dal Sleeping több válogatáslemezen is megjelent.

## Számlista
1. Sleeping – 3:42
2. Wanna Believe You – 3:44
3. What You See Is What You Don't Get – 3:24
4. Breathe – 3:59
5. One Night Stand – 4:08
6. Don't Ask – 4:14
7. Keep It Turned On – 3:48
8. Romeo Loves Juliet – 3:41
9. Let's Go Out Tonight – 3:44
10. Full of You – 4:27
11. Miracle – 4:20